# مارتينا كاريدي
مارتينا كاريدي (بالإسبانية: Martina Cariddi)‏ هي ممثلة إسبانية، ولدت يوم 30 مايو 2001 في مدريد في إسبانيا.

## روابط خارجية
- مارتينا كاريدي على موقع IMDb (الإنجليزية)